# Coppa del Mondo di rugby a 13 femminile
La Coppa del Mondo di rugby a 13 femminile (ingl. Women's Rugby League World Cup, fr. Coupe du monde féminine de rugby à XIII) è la massima competizione femminile di rugby a 13 per squadre nazionali. È sotto la giurisdizione dell'International Rugby League e la Nazione vincitrice si fregia del titolo di campione del mondo.

## Storia
Sebbene questa disciplina sia già stata praticata in precedenza in ambito femminile sia nel Regno Unito sia in Oceania, le prime organizzazioni ed enti governativi di rugby a 13 femminile si sono costituite nel Regno Unito solamente nel 1985 e nel 1993 in Australia e Nuova Zelanda. Su queste basi, e con il successivo riconoscimento ufficiale da parte delle rispettive federazioni nazionali oceaniane, nel 2020 è stata inaugurata la prima edizione della Coppa del Mondo che ha avuto luogo nel Regno Unito è ha visto la partecipazione di 8 squadre.
A partire dal 2008 la competizione è entrata a far parte del Festival of World Cups, una serie di tornei di Coppa del Mondo che includono anche la Coppa del Mondo maschile e altre competizioni minori. 

## Finali
Ecco l'elenco delle squadre vincitrici:
| Edizione | Paese ospitante       | Campione      | Risultato | Finalista         | Sede della finale | Stadio             |
| -------- | --------------------- | ------------- | --------- | ----------------- | ----------------- | ------------------ |
| 2000     | Regno Unito           | Nuova Zelanda | 26 - 4    | Gran Bretagna     | Kawana Waters     | Stockland Park     |
| 2005     | Nuova Zelanda         | Nuova Zelanda | 58 - 0    | New Zealand Māori | Auckland          | Eden Park          |
| 2008     | Australia             | Nuova Zelanda | 34 - 0    | Australia         | Brisbane          | Suncorp Stadium    |
| 2013     | Regno Unito           | Australia     | 22 - 12   | Nuova Zelanda     | Leeds             | Headingley Stadium |
| 2017     | Australia             | Australia     | 23 - 16   | Nuova Zelanda     | Brisbane          | Suncorp Stadium    |
| 2021     | Regno Unito           |               |           |                   | Manchester        | Old Trafford       |
| 2025     | Stati Uniti d'America |               |           |                   |                   |                    |

## Riepilogo vittorie
| Nazionale     | Trofei totali |
| ------------- | ------------- |
| Nuova Zelanda | 3             |
| Australia     | 2             |